# Řád svaté Ampule

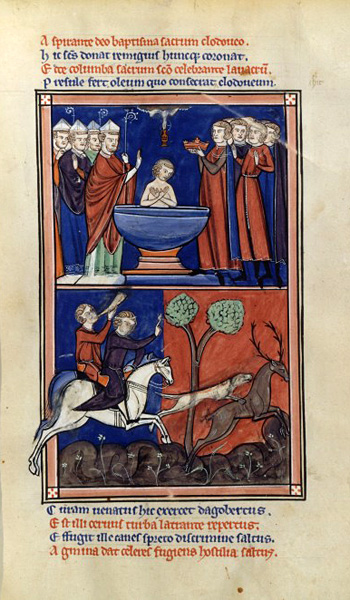
Křest krále Chlodvíka I., nad jeho hlavou je vidět svatá Ampule, sestupující z nebes

Řád svaté Ampule (někdy také Řád svatého Remigia) je legendární rytířský řád, který údajně založil francký král Chlodvík I. roku 496.

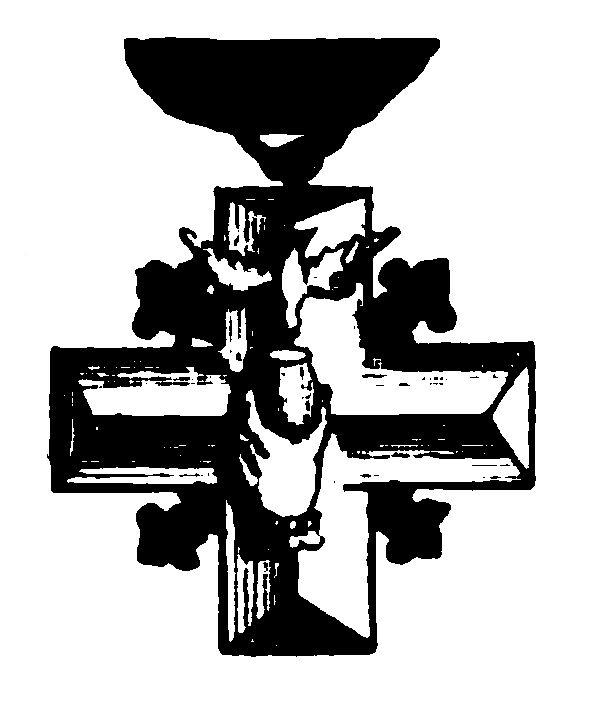
Symbol řádu

Řád byl založen po Chlodvíkově zázračném křtu, kdy dle pověsti sestoupila z nebes lahvička naplněná posvátným olejem. Tímto olejem pak byli v Remeši pomazáni všichni francouzští králové až po Karla X. Členy řádu byli pouze čtyři baroni z Terrier, Ballastro, Sonaster a Laurensu, kteří měli za úkol bránit a opatrovat svatou Ampuli a Opatství sv. Remigia, kde byla uschována. Také při korunovaci drželi baldachýn nad králem a ampulí. V knize Du Sacre des Rois z roku 1643 uvádí převor Marlot ještě další čtyři členy řádu při korunovaci Ludvíka XIII., ale ostatní historici, jako třeba Mencrai je neuvádějí.
Symbolem řádu byl kříž na němž je holubice s lahvičkou. O řádu toho není známo mnoho a je považován za legendární.